# Matériel roulant du TER Alsace
Pour un article plus général, voir TER Alsace.

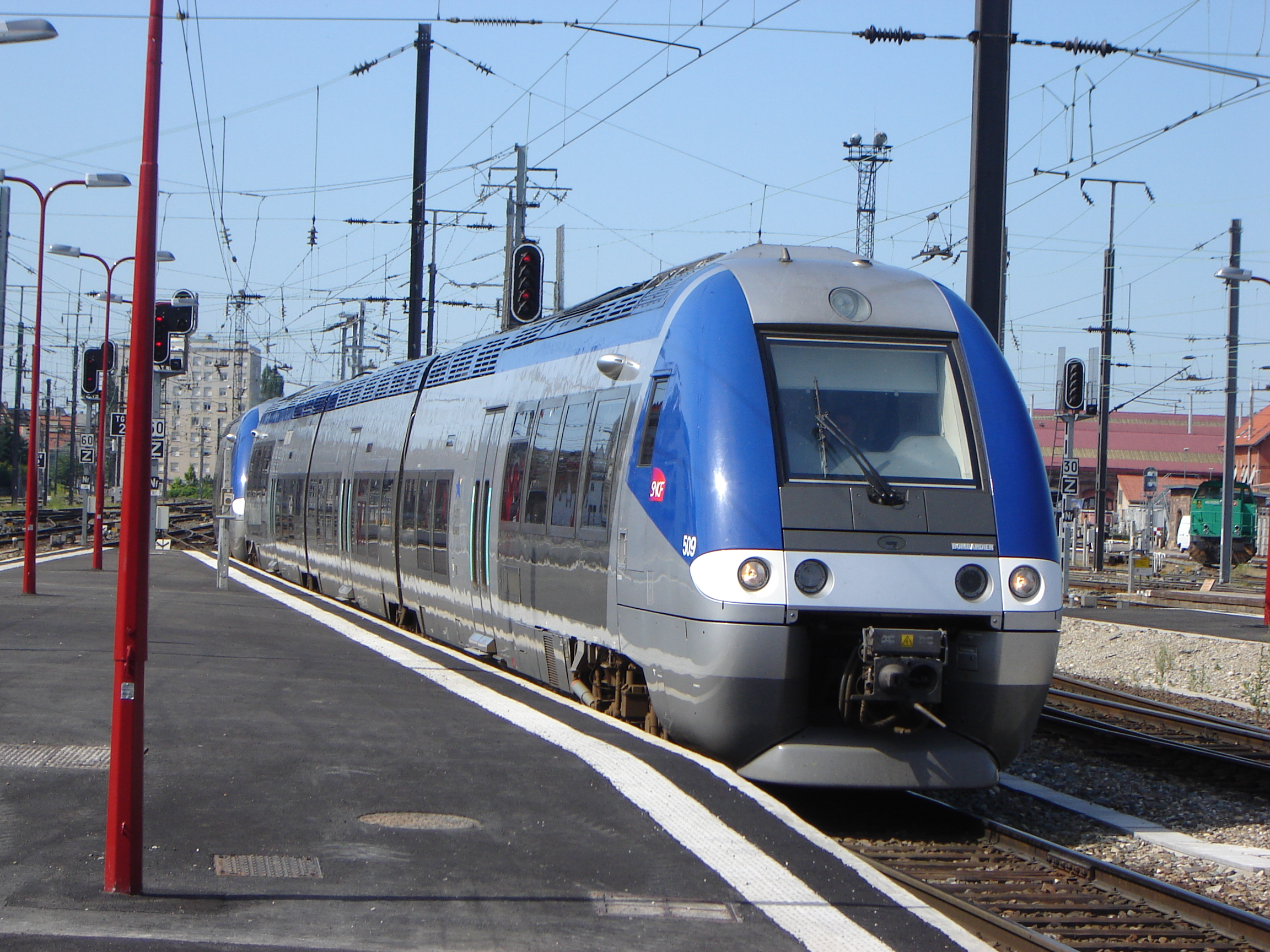
Automoteur X 76500 du TER Alsace en gare de Strasbourg

Le TER Alsace dispose de plusieurs types de matériel allant des automoteurs bimode, diesel et électrique ainsi que des rames tractées par des locomotives diesel ou électriques.

## Histoire
Le changement de service de décembre 2011 est marqué par : 
- la fin du service des BB 15000 pour le TER Alsace. Après la mise en service du premier tronçon de la LGV Est européenne, quelques machines sont restées affectées au dépôt de Strasbourg pour la traction des EuroCity entre le Luxembourg et la Suisse. Elles sont remplacées par des BB 26000.
- les RBDe 562 des CFF ont été retirées des missions Bâle - Mulhouse Ville et remplacées par des Z 27500.
- Les X 73500 ont été retirés des missions Mulhouse Ville - Belfort et remplacés par des Z 27500 et B 82500.

## Parc actuel

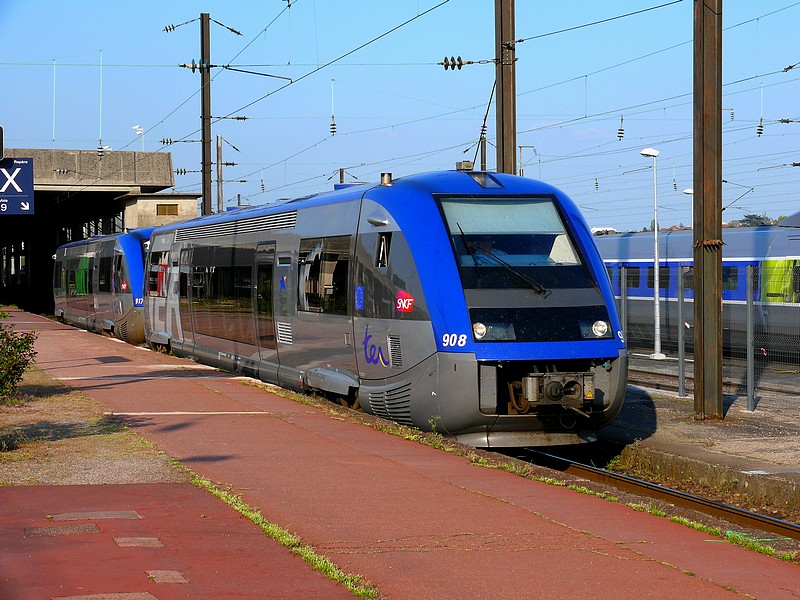
Autorail X 73900 Alsacien

### Automoteurs
Les X 73900 sont des dérivés des X 73500, mais ont la particularité d'être aptes à rouler en Allemagne. Ils effectuent donc les navettes express Métro-Rhin, en compagnie des Regio Shuttle de l'Ortenau-S-Bahn.
En 2010, la Région a commandé à Bombardier des nouvelles caisses d'AGC pour agrandir ses rames. Ainsi, 18 XGC sur 22 sont passés de trois à quatre caisses, et l'ensemble des ZGC a reçu une quatrième caisse. L'opération s'est achevée fin 2012. Les BGC ne sont pas concernés car ils ont été livrés avec 4 caisses.
Une grande partie des X 73500 ont été revendus à d'autres régions françaises par le Conseil Régional, ces rames étant sous-capacitaires pour la plupart du réseau alsacien. Fin 2014, seuls huit rames restent en circulation en Alsace,.

### Automoteurs bimodes bicourants
Après la réception des derniers automoteurs bimodes bicourants issues de la commande d'AGC en 2010, la région réceptionne le premier Régiolis en avril 2014.
En 2011, l'Alsace passe commande de 22 exemplaires Régiolis bimodes et bicourants auprès d'Alstom, avec un supplément de deux rames commandées en 2012.

### Automotrices
Les Z 11500 ont toutes été reversées au TER Lorraine depuis l'année 2016.

### Locomotives pour rames tractées
Les BB 25500 et BB 67400 sont utilisées pour tracter les RRR ainsi que certaines rames Corail. Les BB 26000 sont quant à elles, uniquement destinées à la traction des rames réversibles TER 200.

### Voitures et rames tractées

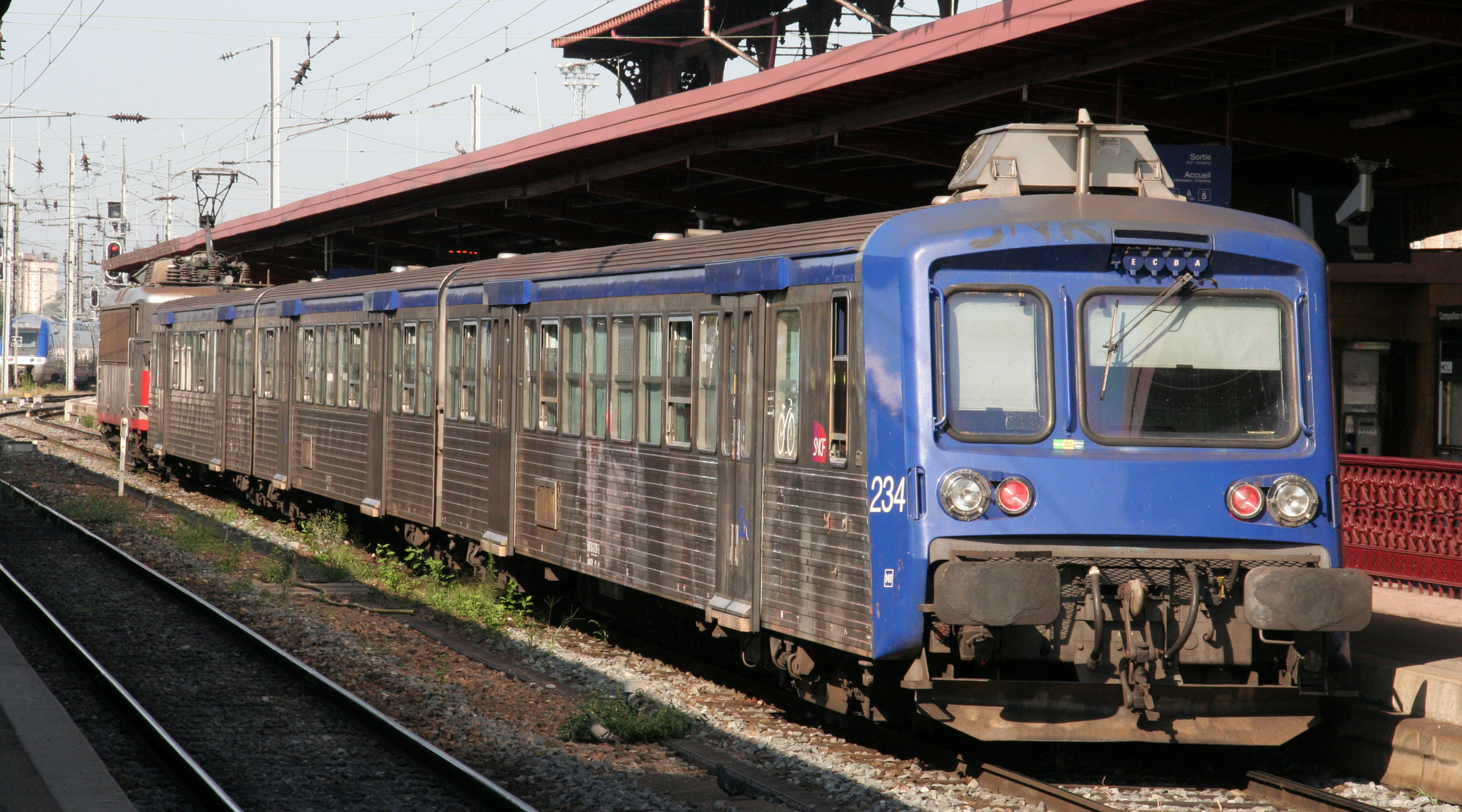
Une rame réversible régionale Alsace rénovée, en gare de Strasbourg

22 rame réversibles régionales (RRR) de trois caisses circulent sur le réseau, tractées par des BB 67400 et des BB 25500. Pour le TER 200, 13 voitures-pilotes Corail circulent afin de permettre aux rames de se retourner en gare sans manœuvre. Les rames TER 200 sont constituées par 112 voitures VTU et 21 voitures VU.

## Futur matériel
La Région Alsace réfléchit à la mise en place de rames à deux niveaux sur l'axe Strasbourg - Bâle, mais n'a pour l'instant pas passé commande de rames Bombardier Régio2N.